# Martha Matoula
Martha Matoula (griechisch Μάρθα Ματούλα, * 26. April 1997 in Helsingborg) ist eine griechische Tennisspielerin.

## Karriere
Matoula begann mit vier Jahren das Tennisspielen und bevorzugt Hartplätze. Sie spielt bislang vorrangig Turniere der ITF Women’s World Tennis Tour, wo sie bislang je zwei Titel im Einzel und im Doppel gewinnen konnte.

### College Tennis
Matoula spielte von 2015 bis 2019 für die Tulsa Golden Hurricane der University of Tulsa.

### Bundesliga
In der deutschen Tennis-Bundesliga spielte Matoula 2015 für den TC Olympia Lorsch.

## Turniersiege

### Einzel
| Nr. | Datum             | Turnier   | Kategorie | Belag | Finalgegnerin    | Ergebnis  |
| --- | ----------------- | --------- | --------- | ----- | ---------------- | --------- |
| 1.  | 14. November 2021 | Iraklio   | ITF W15   | Sand  | Julia Kimmelmann | 6:0, 7:5  |
| 2.  | 2. Juli 2023      | Prokuplje | ITF W25   | Sand  | Anca Todoni      | 6:2, 7:62 |

### Doppel
| Nr. | Datum             | Turnier | Kategorie | Belag        | Partnerin                | Finalgegnerinnen                      | Ergebnis |
| --- | ----------------- | ------- | --------- | ------------ | ------------------------ | ------------------------------------- | -------- |
| 1.  | 13. November 2021 | Iraklio | ITF W15   | Sand         | Eleni Christofi          | Ilinca Dalina Amariei Simona Ogescu   | 6:3, 6:2 |
| 2.  | 11. März 2023     | Amiens  | ITF W15   | Sand (Halle) | Arina Gabriela Vasilescu | Yaroslava Bartashevich Diana Martynov | 6:2, 7:5 |

## Sonstiges
Laut eigenen Angaben auf ihren Social-Media-Kanälen bei Twitter und Facebook ging sie auf das zweite Lyzeum von Kalamaria (2ο Γενικό Λύκειο Καλαμαριάς) in Thessaloniki und arbeitet mittlerweile bei Tennis Australia.